# Wataniya Airways
Wataniya Airways war eine kuwaitische Fluggesellschaft mit Sitz in Kuwait.

## Geschichte
Wataniya Airways wurde 2005 gegründet und nahm 2009 den Flugbetrieb mit vorerst einer Airbus A320-200 auf. Im Verlauf des gleichen Jahres kamen weitere drei Flugzeuge des gleichen Modells hinzu und 2010 folgten noch einmal weitere drei. Im März 2011 musste jedoch der Flugbetrieb eingestellt werden. Einer der Airbus A320 ging nach Vietnam und traf am 14. Dezember 2011 am Flughafen Hanoi ein. Zwei weitere Maschinen vom gleichen Typ folgten und kamen bei der neugegründeten vietnamesischen Billigfluggesellschaft VietJet Air zum Einsatz.
Ein im Jahr 2014 geplantes Comeback blieb vorerst erfolglos. Erst im Juli 2017 konnte der Flugbetrieb wieder aufgenommen werden. An der Dubai Air Show 2017 wurde mit Airbus eine Absichtserklärung zum Kauf von 25 Airbus A320neo unterzeichnet.
Die Fluggesellschaft stellte, bereits zum zweiten Mal, Anfang September 2018 den Betrieb ein.

## Flugziele
Die Fluggesellschaft flog nach Ägypten, Aserbaidschan, Bahrain, Bosnien und Herzegowina, Georgien, Irak und Libanon.

## Flotte
Mit Stand November 2017 bestand die Flotte der Wataniya Airways aus drei Flugzeugen mit einem Durchschnittsalter von 7,5 Jahren:
| Flugzeugtyp     | Luftfahrzeugkennzeichen | Anmerkungen                        | Sitzplätze |
| --------------- | ----------------------- | ---------------------------------- | ---------- |
| Airbus A320-200 | 9K-EAH                  | mit Sharklets                      | 162        |
| Airbus A320-200 | 9K-EAI                  | mit Sharklets                      |            |
| Airbus A320-200 | YL-LCP                  | betrieben durch SmartLynx Airlines | 180        |